# سيريوس سام 2
markdown

سيريوس سام 2 هي لعبة فيديو نمطها إطلاق النار من منظور الشخص الأول أُصدرت لأجهزة ويندوز و الإكس بوكس و هي مرتبطة باللعبة التي قبلها من ناحية الأحداث و القصة سيريوس سام: المواجهة الثانية التي تم إصدارها عام 2002. تم تطويرها من قبل شركة كروتيم وتم إصداره في 11 أكتوبر 2005. تم نشر اللعبة في البداية من تو كيه غيمز ، وهي شركة تابعة لتيك تو إنتر أكتيف .  أصبحت اللعبة متاحة للتنزيل في وقت لاحق على ستيم في 31 يناير 2012 . 
في نظام اللاعب الواحد، يقوم اللاعب بالتحكم بالبطل سام "سيريوس" ستون في مغامراته ضد قوات السلطان الفضائي، "مينتال"، الذي يسعى إلى تدمير البشرية. بعد أحداث لعبة سيريوس سام: المواجهة الثانية ، يسافر سام عبر مختلف العوالم ويجمع أجزاء من الميدالية في محاولة لهزيمة مينتال. يتوجّه للمجلس السيرياني العظيم ويتلقى مساعدات متقطعة من أصحاب الكواكب الذي يزورهم يتضمن وضع اللاعبين المتعددين التعاون عبر الإنترنت ومباراة المزج ، وقد تم تقديم هذه الميزة على شكل تصحيح. 
وقد طورت كروتيم في نفس الوقت محرك سيريوس 2 ، خليفة لمحرك اللعبة السابقة سيريوس ، لاستخدامها في اللعبة ، ويمكن للمحرك العديد من ميزات محركات اللعبة المتقدمة الأخرى في ذلك الوقت بما في ذلك تقديم النطاق الديناميكي العالي و التوهج الضوئي.  يدعم المحرك التكامل مع كل من إكس فاير و غيم سباي أركيد للعثور على مباراة متعددة اللاعبين. سيريوس سام 2 هي اللعبة الوحيدة التي تستخدم محرك خاص بها ، على الرغم من أن المحرك متاح للحصول على ترخيص.